# María Gomes Da Costa
María Gomes Da Costa (Roquetas de Mar, 13 de abril de 1999) es una jugadora de balonmano española que juega de de lateral izquierdo en el Baia Mare rumanoy la Selección Española.

## Trayectoria
María Gomes se inició en su deporte con el Balonmano Roquetas, siendo una jugadora muy destacada en sus categorías inferiores. Con el Senator Hotels BM. Roquetas Bahía de Almería de División de Honor Plata, en la temporada 2018-19, se convirtió en la segunda máxima goleadora de todas las categorías nacionales.
En marzo, tras la irrupción de la Covid-19, no pudo acudir a su primer Campeonato de España Universitario con la selección de balonmano de la UAL.
A pesar de su gran arraigo al club roquetero, fue fichada para División de Honor por el Rocasa Gran Canaria, con quien hizo su debut en División de Honor en la temporada 2020-21 y marcó sus primeros 5 goles en competición absoluta ante el Elche visitelche.com el 9 de octubre de 2020.
Participó con el equipo de Telde en competiciones europeas de clubes y ganó la Copa de Europa EHF 2021-22 en la final que se celebró en Málaga, en el Palacio de Deportes José María Martín Carpena, el partido de clubes españoles con más espectadores de la historia.
En marzo del 2023 se anunció su fichaje por el equipo rumano Minaur Baia Mare.

## Clubes
- –2020: Balonmano Roquetas  España
- 2020–23: Rocasa Gran Canarias  España
- 2023–: Minaur Baia Mare  Rumania

## Datos
A fecha de julio de 2022:
|          | Liga | Copa | EHF |
| -------- | ---- | ---- | --- |
| Partidos | 44   | 4    | 15  |
| Goles    | 159  | 16   | 43  |

### Selección nacional
Participante esporádica en las categorías inferiores de la selección española, ha competido con la camiseta nacional hasta en 11 ocasiones y ha conseguido 9 goles.
Debutó con las Guerreras el 25 de julio de 2014, contra la selección de Finlandia y marcó su primer gol en la segunda jornada de los XIX Juegos del Mediterráneo de Orán ante el combinado tunecino. En aquella competición que quedó campeona y medalla de oro.

### Balonmano playa
Fue internacional con la selección española de balonmano playa en el 2021.

## Palmarés

### Clubes
- 1 x Copa Europea femenina de la EHF (2021-22)[10]

### Selecciones
- 1 x Medalla de Oro en los Juegos del Mediterráneo de Orán (2021)